# Tour-en-Bessin
Tour-en-Bessin är en kommun i departementet Calvados i regionen Normandie i norra Frankrike. Kommunen ligger i kantonen Trévières som ligger i arrondissementet Bayeux. År 2022 hade Tour-en-Bessin 694 invånare.

## Befolkningsutveckling
Antalet invånare i kommunen Tour-en-Bessin
Referens:INSEE